# Museo nazionale di Butuan
Il Museo nazionale di Butuan (in inglese: Butuan National Museum) è un museo etnografico e archeologico che si trova nella città di Butuan, sulla grande isola di Mindanao, nelle Filippine.

## Storia
Fu fondato nel 1975 sotto la presidenza di Ferdinando Marcos successivamente al ritrovamento accidentale di una importante area archeologica in cui vennero rinvenute, fra le altre cose, nove imbarcazioni preistoriche locali comunemente note con il nome di Balanghai e risalenti a un'epoca compresa fra il IV e il XIII secolo. Di queste imbarcazioni, una è esposta presso il sito di ritrovmento a circa cinque chilometri dal museo, una seconda presso il Museo nazionale di Manila, una venne distrutta da cercatori d'oro e le rimanenti rimangono in situ in attesa dei fondi necessari al loro recupero.
Il sito archeologico restituì, oltre alle barche balanghai, una serie di manufatti datati al periodo pre-ispanico che mostrano come nell'area dell'odierna città di Butuan convergessero diverse culture asiatiche: in particolare vennero rinvenute alcune sepolture realizzate con bare di legno contenenti diversi teschi appiattiti frontalmente probabilmente risalenti al XIV e XV secolo. Ritrovamenti simili sono stati effettuati in varie caverne disseminate sulle coste delle isole filippine.
Il museo conserva inoltre un gran numero di terrecotte e ceramiche provenienti dalla Cina, dal Vietnam, dalla Cambogia e dalla Thailandia e diversi manufatti in vetro di origine persiana che fanno pensare ad antichi legami con il Medio Oriente
Sempre presso il museo sono conservati altri oggetti rinvenuti nell'area archeologica fra i quali il "sigillo d'avorio" e il "manoscritto d'oro" oltre a numerosi crogioli in argilla che, insieme ad altri oggetti rinvenuti, dimostrano che nell'area di Butuan fosse ben radicata l'industria della lavorazione dell'oro e il suo commercio fino a circa mille anni fa.
Per la sua grande importanza culturale e archeologica nel 2006 il sito è stato proposto per entrare nell'elenco dei patrimoni dell'Umanità dell'UNESCO.